# 亞洲電視台慶
亞洲電視台慶（亞洲電視有限公司）的前身麗的映聲從1957年5月29日開始，於每年5月29日舉行大型綜合性電視節目，慶祝其啟播周年紀念。在每年5月初開始至6月中舉行一連串的活動，一般會被稱為「台慶月」；在台慶月期間，麗的映聲及其後身麗的電視會播出一連串特備節目和電視劇慶祝台慶。然而自麗的電視於1982年易手並易名「亞洲電視」以後亦有舉辦過的亞視台慶，台慶日子便出現了不少變動；最終，2003年在亞視將台慶重新訂為5月29日直至2016年4月1日其免費電視牌照到期後已終止服務廣播。自2017年經營OTT平台後，亞視便改以2018年1月29日為其台慶日，並由該年開始重新計算，即2019年1月29日為一周年台慶，不過因公司資金問題，往後沒有舉辦任何紀念活動。因應亞洲電視數碼媒體於2022年被清盤，亞洲電視有限公司接回部分業務，2023年起轉回麗的開台日作為台慶，並於6月6日晚上在其大埔總台舉辦其66周年台慶。
亞視台慶聚集亞視全台精英，分組表演各項環節，例如歌舞及趣劇等表演。亞視董事局主席、行政總裁或主要投資者一般也會出席及欣賞台慶節目，並在節目尾聲祝酒。
因應不同股東有不同的作風，亞視台慶並不如無綫電視台慶一般，沒有特定的節目形式；亞視曾於台慶日製作演唱會、慶典、頒獎典禮及綜藝節目，歡渡台慶。

## 台慶

### 麗的映聲（1957年5月29日至1973年4月6日）
- 1957-1973[2]：5月29日（麗的映聲成立之日）

### 麗的電視（1973年4月6日至1982年9月24日）
- 1973-1982：12月1日（由有線轉為無線廣播之日）

### 亞洲電視（1982年9月24日至2016年4月2日）
- 1982-1989（邱德根年代）：9月27日（由麗的公佈正式轉名為亞視之日）
- 1989-1998（林百欣年代）：1989年亞視並沒有製作台慶節目，1990年3月23日本港台製作台慶特輯《創業獻光華》，並將此日定為台慶日；之後每年的3月23日（麗的呼聲啟播之日）均有製作台慶特輯，直至1998年（沒有標示台慶週年）
- 1999-2002（吳征、封小平及沈野年代）：為了追擊無綫電視的台慶日綜藝節目，亞視将「台慶慶典」推至10月中旬-11月中旬；沈野主政的时期更有意在無綫台慶当天举办亚视台庆，但1999年的台庆仍在3月份举行。
- 2003-2007（陳永棋、劉長樂年代）：5月29日（麗的映聲啟播之日）
- 2008（查懋聲年代）：5月29日（麗的映聲啟播之日）（沒有舉行台慶）
- 2009（蔡衍明年代）：5月29日（麗的映聲啟播之日）
- 2010（蔡衍明、王征年代）：5月（台慶月）
- 2011-2015（王征年代）：5月29日（麗的映聲啟播之日）

### 亞洲電視數碼媒體（2017年12月18日至2022年9月7日）
- 2019年：1月29日（OTT平台啟播之日）[3]

### 亞洲電視、亞洲心動娛樂（2022年9月7日至今）
- 2023年：5月29日（麗的映聲啟播之日）[4]

## 台慶主題及口號
亞洲電視每年都會為台慶創作口號，帶出來年工作目標，既為台前幕後員工加強士氣，又能跟觀眾產生互動。

## 台慶周年紀念徽號
八二年至八八年以及千禧年後，亞洲電視年都會為台慶設計帶有周年歲數的紀念徽號，並在各種官方場合對外宣傳；當中以55周年及56周年台徽（「55」字樣設計被指像輪椅，「56」則被指像「死」字）最為經典。

## 台慶月活動

### 台慶特備大型節目
| 年份   | 屆數              | 口號／主題                                                    | 名稱                                                      | 日期／時間／頻道                                                                                      | 大會司儀 | 附註 |
| 1957年 | 啟播              | 開幕儀式                                                      |                                                           | 5月29日                                                                                               | | |
| 1958年 | 第1屆             | 未有舉行台慶                                                  | 未有舉行台慶                                              | 未有舉行台慶                                                                                          | 未有舉行台慶 | 未有舉行台慶 |
| 1959年 | 第2屆             | 未有舉行台慶                                                  | 未有舉行台慶                                              | 未有舉行台慶                                                                                          | 未有舉行台慶 | 未有舉行台慶 |
| 1960年 | 第3屆             | 未有舉行台慶                                                  | 未有舉行台慶                                              | 未有舉行台慶                                                                                          | 未有舉行台慶 | 未有舉行台慶 |
| 1961年 | 第4屆             | 未有舉行台慶                                                  | 未有舉行台慶                                              | 未有舉行台慶                                                                                          | 未有舉行台慶 | 未有舉行台慶 |
| 1962年 | 第5屆             | 未有舉行台慶                                                  | 未有舉行台慶                                              | 未有舉行台慶                                                                                          | 未有舉行台慶 | 未有舉行台慶 |
| 1963年 | 第6屆             |                                                               |                                                           | 5月29日                                                                                               | | |
| 1964年 | 第7屆             |                                                               |                                                           | 5月29日                                                                                               | | |
| 1965年 | 第8屆             |                                                               |                                                           | 5月29日                                                                                               | | |
| 1966年 | 第9屆             |                                                               |                                                           | 5月29日                                                                                               | | |
| 1967年 | 第10屆            |                                                               |                                                           | 5月29日                                                                                               | | |
| 1968年 | 第11屆            |                                                               |                                                           | 5月29日                                                                                               | | |
| 1969年 | 第12屆            |                                                               |                                                           | 5月29日                                                                                               | | |
| 1970年 | 第13屆            |                                                               |                                                           | 5月29日                                                                                               | | |
| 1971年 | 第14屆            |                                                               |                                                           | 5月29日                                                                                               | | |
| 1972年 | 第15屆            |                                                               |                                                           | 5月29日                                                                                               | | |
| 1973年 | 第16屆            |                                                               |                                                           | 5月29日                                                                                               | | |
| 1974年 | 第17屆 （第1屆）  |                                                               |                                                           | 12月1日                                                                                               | | |
| 1975年 | 第18屆 （第2屆）  |                                                               |                                                           | 12月1日                                                                                               | | |
| 1976年 | 第19屆 （第3屆）  |                                                               |                                                           | 12月1日                                                                                               | | |
| 1977年 | 第20屆 （第4屆）  |                                                               |                                                           | 12月1日                                                                                               | | |
| 1978年 | 第21屆 （第5屆）  |                                                               |                                                           | 12月1日                                                                                               | | |
| 1979年 | 第22屆 （第6屆）  |                                                               |                                                           | 12月1日                                                                                               | | |
| 1980年 | 第23屆 （第7屆）  |                                                               |                                                           | 12月1日                                                                                               | | |
| 1981年 | 第24屆 （第8屆）  |                                                               |                                                           | 12月1日                                                                                               | | |
| 1982年 | 第25屆            | 由麗的轉名改為亞視之日                                        | 麗的易名為亞視台慶之日                                    | 9月27日 中文台                                                                                        | 邱德根 | 亞視廣播道總台舉行 麗的電視易名為亞洲電視後首次舉行的亞洲電視台慶 |
| 1983年 | 第26屆 （第1屆）  | 一心一意為觀眾                                                | 亞洲電視台慶一週年                                        | 9月25日 中文台                                                                                        | 劉家傑 | 亞視廣播道總台舉行 |
| 1984年 | 第27屆 （第2屆）  | 九月飲勝                                                      | 亞洲電視台慶二週年                                        | 9月23日 中文台                                                                                        | 劉志榮 | 亞視廣播道總台舉行 |
| 1985年 | 第28屆 （第3屆）  | 邁向新里程                                                    | 邁向新里程 - 三週年台慶                                   | 9月22日 中文台                                                                                        | 李学斌、刘纬民、罗伟平、韦烈、梁淑庄、斑斑、李嘉玲、顾纪筠 | 亞視廣播道總台舉行 |
| 1986年 | 第29屆 （第4屆）  | 齊心顯光芒                                                    | 齊心顯光芒                                                | 10月18日 中文台                                                                                       | 劉志榮、森森、羅石青、朱慧珊 | 亞視廣播道總台舉行 |
| 1987年 | 第30屆 （第5屆）  | 為明天奮鬥                                                    | 亞洲電視五週年台慶特輯                                    | 10月31日 黃金台                                                                                       | 劉志榮、森森、孫興、朱慧珊、羅銘偉、顧紀筠 | 亞視廣播道總台舉行 |
| 1988年 | 第31屆 （第6屆）  | 齊創新紀元                                                    | 亞洲電視六週年 齊創新紀元                                 | 9月12日 黃金台                                                                                        | 劉志榮、森森、樂蓓、利智、羅銘偉、朱慧珊 | 亞視廣播道總台舉行 |
| 1989年 | 第32屆 （第7屆）  |                                                               | 亞視煙花照萬家巨星獻禮                                    | 2月7日 黃金台                                                                                         | 陳輝虹、樂蓓、朱慧珊、劉志榮、顧紀筠、黃霑、黎燕珊、柏安妮 | 香港會議展覽中心舉行 1989年亞視並沒有製作台慶節目 |
| 1990年 | 第33屆 （第8屆）  | 同心創業年                                                    | 創業獻光華                                                | 3月23日 本港台                                                                                        | 伍詠薇、李香琴、林敏驄、陳輝虹、翁虹、黃霑、符鈺晶、曾志偉、劉志榮、鄧梓峰、顧紀筠 | 亞視廣播道總台及香港演藝學院舉行的1990年3月23日本港台製作台慶特輯《創業獻光華》，並將此日定為台慶日；之後每年的3月23日（麗的呼聲啟播之日）均有製作台慶特輯，直至1998年（沒有標示台慶週年） |
| 1991年 | 第34屆 （第9屆）  |                                                               | 活力凝聚賀台慶                                            | 3月23日 本港台                                                                                        | 黃霑、沈殿霞、劉志榮、顧紀筠、李香琴、譚炳文 | 亞視廣播道總台舉行 |
| 1992年 | 第35屆 （第10屆） |                                                               | 台慶同心創高峰                                            | 3月23日 本港台                                                                                        | 劉志榮、沈殿霞、譚炳文、李香琴、安德尊、曾華倩 | 亞視廣播道總台舉行 |
| 1993年 | 第36屆 （第11屆） |                                                               | 今夜真情賀台慶                                            | 3月23日 本港台                                                                                        | 沈殿霞、劉志榮、李香琴、譚炳文、林建明、盧海鵬 | 香港會議展覽中心舉行 |
| 1994年 | 第37屆 （第12屆） |                                                               | 六百萬人的台慶                                            | 3月19日 本港台                                                                                        | 沈殿霞、劉志榮、李香琴、江華、林建明、張家輝 | 亞視廣播道總台舉行 |
| 1995年 | 第38屆 （第13屆） |                                                               | 這個台慶乜都有                                            | 3月23日 本港台                                                                                        | 何守信、林建明、劉志榮、李香琴、歐錦棠、劉錦玲、林祖輝 、李菁 | 亞視清水灣蠔涌製片廠古裝街舉行 |
| 1996年 | 第39屆 （第14屆） |                                                               | 323完全鬥智齊奪寶                                         | 3月23日晚上7:00 本港台                                                                                | 林建明、歐錦棠 | 香港各地舉行 |
| 1996年 | 第39屆 （第14屆） | 為全香港高歌                                                  | 3月23日晚上8:00 本港台                                    | 何守信、林建明、歐錦棠、李香琴、林祖輝                                                                | 九龍灣國際展貿中心舉行，演出嘉賓除了包括陳秀雯、寶珮如、容錦昌、顏晉霖、田蕊妮、宮雪花、林志美、蔡楓華、曾路得、顏聯武、RAIDAS樂隊外，還包括當時與亞視關係良好的滾石唱片歌手包括萬芳、黃仲崑、袁鳳瑛、巫奇、蔡琴 | |
| 1997年 | 第40屆 （第15屆） |                                                               | 一個台慶頒獎典禮                                          | 3月22日 本港台                                                                                        | 何守信、鄧萃雯、林祖輝 | 新光戲院舉行 |
| 1998年 | 第41屆 （第16屆） |                                                               | 亞視台慶獻禮之台慶色香味                                  | 3月21日 本港台                                                                                        | 歐錦棠、楊恭如 | 錄影節目 九龍灣國際展貿中心3樓寰宇廳舉行 |
| 1998年 | 第41屆 （第16屆） | 亞視台慶獻禮之台慶頒獎典禮                                    | 3月21日 本港台                                            | 何守信、林建明                                                                                        | 九龍灣國際展貿中心3樓寰宇廳舉行 | |
| 1998年 | 第41屆 （第16屆） | 亞視台慶獻禮之台慶奸爸爹                                      | 3月21日 本港台                                            | 譚得志、陳志全                                                                                        | 錄影節目 九龍灣國際展貿中心3樓寰宇廳舉行 | |
| 1999年 | 第42屆 （第17屆） |                                                               | 台慶ATV頒獎典禮                                           | 3月21日                                                                                               | 何守信、林建明 | 九龍灣國際展貿中心3樓寰宇廳舉行 |
| 2000年 | 第43屆 （第18屆） | 騰飛在金秋                                                    | 騰飛在金秋                                                | 11月9日                                                                                               | 何守信、林建明、饒林紅、杜挺豪 | 九龍灣國際展貿中心3樓寰宇廳舉行 |
| 2001年 | 第44屆 （第19屆） | 用心留住你                                                    | 亞洲電視台慶夜 - 用心留住你                               | 11月16日                                                                                              | 陳啟泰、朱慧珊、陳芷菁、林建明 | 香港演藝學院舉行 《百萬富翁》收視吐氣揚眉，台慶改為11月16日，以《百萬富翁》形式播出 |
| 2002年 | 第45屆 （第20屆） | 超越臨界點                                                    | 亞洲電視2003年節目巡禮                                    | 12月17日                                                                                              | | |
| 2003年 | 第46屆            | 開創歷史 再造未來                                             | 529星光薈萃賀台慶                                         | 5月 29日                                                                                              | 陳啟泰、袁文傑、朱慧珊 | 九龍灣國際展貿中心3樓寰宇廳舉行 |
| 2004年 | 第47屆            |                                                               | 亞視台慶新勢力                                            | 5月29日                                                                                               | 陳啟泰、朱慧珊、陳芷菁 | 九龍灣國際展貿中心3樓寰宇廳舉行 AC米蘭球星、前亞視主席林百欣、黃保欣亦有出席是次台慶 |
| 2005年 | 第48屆            |                                                               | 亞視金曲賀台慶                                            | 5月28日                                                                                               | | |
| 2005年 | 第48屆            | 529真情洋溢台慶夜                                             | 5月29日 20:30-22:30                                       | 陳啟泰、朱慧珊、梁思浩、陳 煒                                                                         | 九龍灣國際展貿中心3樓寰宇廳舉行 | |
| 2006年 | 第49屆            |                                                               | 萬眾同歡賀台慶                                            | 5月27日 20:35-22:00                                                                                   | 陳啟泰、朱慧珊 | 錄影節目 亞視清水灣蠔涌製片廠拍攝 節目分為男子、女子組，進行比賽，包括:「估歌名」、「估劇名」、「百萬富翁題目」及「電腦Computer Graphic」 |
| 2007年 | 第50屆            |                                                               | 麗的亞視半世紀精彩演唱會                                  | 4月20至21日                                                                                           | 陳秀雯、葉振棠、李龍基、劉雅麗、柳影虹、劉愷威 | 紅磡體育館舉行 |
| 2007年 | 第50屆            | 50周年台慶暨30年長期服務獎聚餐                                | 5月29日                                                   | | 2007年5月29日就是亞視的50週年金禧台慶，官方網站「2007年節目巡禮」表示「台慶五十周年頒獎典禮」會假座香港會議展覽中心舉行，但在2007年5月29日亞視並沒有舉辦台慶，當日職藝員只是到了「金龍船酒家」出席「50周年台慶暨30年長期服務獎聚餐」，而在電視畫面從未有提及是次金禧盛會，而亞視及後亦再預告台慶節目會在11月舉行，可惜亦未兌現。 | |
| 2008年 | 第51屆            | 未有舉行台慶                                                  | 未有舉行台慶                                              | 未有舉行台慶                                                                                          | 未有舉行台慶 | 未有舉行台慶 |
| 2009年 | 第52屆            | 敢於夢想 開心向前                                             | 康熙來了aTV製作特輯                                       | 5月24日 20:00-20:30                                                                                   | 朱慧珊、萬綺雯、林韋辰、鮑起靜、陳 煒、袁文傑 | 蔡衍明入股、張永霖入主，台慶於台灣舉行，與中天電視綜藝節目康熙來了合作，製作一集綜藝節目，於該年5月29日以《康熙來了aTV》之名稱在本港台播放，亦於6月5日以《康熙來了香港ATV》在中天電視播放。 |
| 2009年 | 第52屆            | 敢於夢想 開心向前                                             | 康熙來了aTV                                               | 5月29日 19:00-21:00                                                                                   | 香港：陳啟泰、朱慧珊 台灣：朱慧珊、萬綺雯、林韋辰、鮑起靜、陳 煒、袁文傑 | 蔡衍明入股、張永霖入主，台慶於台灣舉行，與中天電視綜藝節目康熙來了合作，製作一集綜藝節目，於該年5月29日以《康熙來了aTV》之名稱在本港台播放，亦於6月5日以《康熙來了香港ATV》在中天電視播放。 |
| 2010年 | 第53屆            | aTV 53週年 生日快樂／ 支持環保、關愛長幼、 服務社群、彰顯愛心 | 第十五屆十大電視廣告頒獎典禮                              | 5月29日 20:30-23:00                                                                                   | 張達明、谷德昭、諸葛梓岐、鮑起靜 | 5月為台慶月，辦了多個社會活動，並播出藝人及歌手恭賀宣傳片，惟沒有提及5月29日為台慶日 |
| 2011年 | 第54屆            | 5.29 台慶喜動                                                 | ATV台慶勁唱會                                             | 5月29日 20:00-22:306月18日 本港台及亞洲台（重溫） 21:00-23:007月2日 本港台（重溫） 13:00-15:25 本港台 | 鮑起靜、林韋辰、戚黛黛、梁慧恩、蔡梓銘 | *播出「5.29 台慶喜動」的廣告 *5月21日：沙田馬場舉行一年一度的「亞洲電視賽馬日」，並進行賽事「亞洲電視盃」 *以演唱會形式製作名為《ATV台慶勁唱會》節目，並於5月29日晚上8時在亞洲電視八廠舉行，本港台及亞洲台同步現場直播。 |
| 2012年 | 第55屆            | 光輝歲月 亞洲電視55周年                                       | 光輝歲月 亞洲電視55周年台慶大事記                         | 5月28日 22:00-22:30 本港台及亞洲台                                                                    | 蔡國威、戚黛黛 | *3月起：使用五十五周年台慶特別台徽對外宣傳，邀請多名來自政界、商界、政協界別等人士為亞視提賀詞，並將嘉賓的提字以宣傳片形式於廣告時段內播放 *2012年5月1日：宣佈舉辦《2012 ATV 55周年台慶頒獎典禮》，頒獎禮共會頒發21個獎項，獎項由5月1日起至5月20日接受公眾網上提名。 *5月18日：第八屆中國文博會上成立亞洲會 *5月19日：沙田馬場舉行一年一度的「亞洲電視賽馬日」，並再次進行重頭賽事「亞洲電視盃」。                                                                                                   |
| 2012年 | 第55屆            | 光輝歲月 亞洲電視55周年                                       | 光輝歲月 亞洲電視55周年台慶啟動                           | 5月29日 22:00-22:30 本港台及亞洲台                                                                    | 陳啟泰、朱慧珊、林韋辰、顏子菲 | *3月起：使用五十五周年台慶特別台徽對外宣傳，邀請多名來自政界、商界、政協界別等人士為亞視提賀詞，並將嘉賓的提字以宣傳片形式於廣告時段內播放 *2012年5月1日：宣佈舉辦《2012 ATV 55周年台慶頒獎典禮》，頒獎禮共會頒發21個獎項，獎項由5月1日起至5月20日接受公眾網上提名。 *5月18日：第八屆中國文博會上成立亞洲會 *5月19日：沙田馬場舉行一年一度的「亞洲電視賽馬日」，並再次進行重頭賽事「亞洲電視盃」。                                                                                                   |
| 2012年 | 第55屆            | 光輝歲月 亞洲電視55周年                                       | 全球首家華語電視台-亞洲電視55周年暨香港回歸15周年慶典     | 6月22日 19:30-20:30 本港台及亞洲台                                                                    | 林韋辰、朱慧珊、劉錫賢、袁文傑、許瑩、蔡梓銘、馮雪冰 | 北京萬事達中心舉行 |
| 2012年 | 第55屆            | 光輝歲月 亞洲電視55周年                                       | 全球首家華語電視台-亞洲電視55周年暨香港回歸15周年慶典晚會 | 6月22日 20:30-22:58 本港台及亞洲台                                                                    | 林韋辰、朱慧珊、劉錫賢、袁文傑、許瑩、蔡梓銘、馮雪冰 | 北京萬事達中心舉行 |
| 2012年 | 第55屆            | 光輝歲月 亞洲電視55周年                                       | 光輝歲月 亞洲電視55周年台慶頒獎典禮                       | 7月8日 19:30-22:00 本港台及亞洲台                                                                     | 陳啟泰、朱慧珊、林韋辰、馮雪冰、亢帥克 | 亞洲電視大埔總台舉行 |
| 2012年 | 第55屆            | 光輝歲月 亞洲電視55周年                                       | 合正榮悅之夜 亞洲電視五十五周年星光大典                   | 11月21日 20:30-23:15 本港台                                                                           | 陳啟泰、朱慧珊、林韋辰、許瑩、劉錫賢、鮑起靜、蔡梓銘、王欣 | 深圳體育館舉行 |
| 2013年 | 第56屆            | ATV 56周年台慶 亞洲電視 香港良心                              | 星動亞洲 ATV 2013 亞洲電視56周年台慶                      | 5月29日 20:00-20:30 本港台5月29日 00:35-01:00 亞洲台                                                  | 朱慧珊、劉錫賢、金鈴、馮家俊 （页面存档备份，存于） | *5月18日：沙田馬場舉行一年一度的「亞洲電視賽馬日」 *5月29日：舉行《亞洲電視56周年台慶日》活動，全台齊心慶祝56周年。活動先由奏國歌、升國旗及區旗展開序幕，其後將台旗升起，並且宣布舉行「亞洲之子、亞洲佳人選舉」，另外更邀得藝人打手印，一眾亞姐亦唱出主題曲「炫美25」。最後更有「上下一心迎56」的表演環節，超過一百位藝職員排成方陣，以舉牌形式合力拼出亞洲電視台徽、六大頻道名稱及亞洲電視56周年標誌。本港台及亞洲台於即晚（5月29日）《星動亞洲》節目時段內播出《亞洲電視56周年台慶日》的精華片段。 |
| 2013年 | 第56屆            | ATV 56周年台慶 亞洲電視 香港良心                              | ATV 2013 亞洲電視56周年台慶（重溫）                       | 6月1日 22:30-23:00 本港台                                                                             | 朱慧珊、劉錫賢、金鈴、馮家俊 （页面存档备份，存于） | *5月18日：沙田馬場舉行一年一度的「亞洲電視賽馬日」 *5月29日：舉行《亞洲電視56周年台慶日》活動，全台齊心慶祝56周年。活動先由奏國歌、升國旗及區旗展開序幕，其後將台旗升起，並且宣布舉行「亞洲之子、亞洲佳人選舉」，另外更邀得藝人打手印，一眾亞姐亦唱出主題曲「炫美25」。最後更有「上下一心迎56」的表演環節，超過一百位藝職員排成方陣，以舉牌形式合力拼出亞洲電視台徽、六大頻道名稱及亞洲電視56周年標誌。本港台及亞洲台於即晚（5月29日）《星動亞洲》節目時段內播出《亞洲電視56周年台慶日》的精華片段。 |
| 2014年 | 第57屆            | 創勢力 勢在必行                                               | 529台慶創勢力                                             | 5月29日 20:00-21:30 本港台及亞洲台                                                                    | 朱慧珊、金鈴、劉錫賢、蔡國威 | *5月17日：沙田馬場舉行一年一度的「亞洲電視賽馬日」 *5月29日：舉行《529 台慶創勢力》，邀請各界名人及藝人一同參與此項慶典。 |
| 2015年 | 第58屆            | 亞視光輝歲月                                                  | 亞視光輝歲月 58周年台慶日                                 | 5月29日 21:00-22:30 本港台及亞洲台                                                                    | 朱慧珊、劉錫賢、蔡國威 | 基於亞視資金短缺及不獲續牌，亞視無舉辦未有舉行台慶大型台慶活動，改以製作一連十集的台慶特備節目《亞視光輝歲月》，與觀眾一同重溫亞視的光輝時刻。 |
| 2016年 | 第59屆            | 未有舉行台慶                                                  | 未有舉行台慶                                              | 未有舉行台慶                                                                                          | 未有舉行台慶 | 未有舉行台慶 |
| 2017年 | 第60屆            | 未有舉行台慶                                                  | 未有舉行台慶                                              | 未有舉行台慶                                                                                          | 未有舉行台慶 | 未有舉行台慶 |
| 2018年 | 第61屆            | 未有舉行台慶                                                  | 未有舉行台慶                                              | 未有舉行台慶                                                                                          | 未有舉行台慶 | 未有舉行台慶 |
| 2019年 | 第62屆 （第1屆）  | 亞洲電視數碼媒體台慶一週年                                    | 亞洲電視數碼媒體現代化台慶一週年暨新春盆菜宴              | 3月25日                                                                                               | | 亞視大埔總台舉行，紀念前一年1月29日OTT平台啟播。 |
| 2020年 | 第63屆 （第2屆）  | 未有舉行台慶                                                  | 未有舉行台慶                                              | 未有舉行台慶                                                                                          | 未有舉行台慶 | 未有舉行台慶 |
| 2021年 | 第64屆 （第3屆）  | 未有舉行台慶                                                  | 未有舉行台慶                                              | 未有舉行台慶                                                                                          | 未有舉行台慶 | 未有舉行台慶 |
| 2022年 | 第65屆 （第4屆）  | 未有舉行台慶                                                  | 未有舉行台慶                                              | 未有舉行台慶                                                                                          | 未有舉行台慶 | 未有舉行台慶 |
| 2023年 | 第66屆            | 不息自強 載翅飛揚                                             | 亞洲電視66周年台慶                                        | 6月6日 20:00-21:45 亞視YouTube、抖音頻道                                                              | 瑪姬、劉錫賢 | 亞視大埔總台舉行，為亞視數碼媒體前一年清盤後首次，紀念前麗的映聲啟播。嘉賓有于天龍、柳影虹、李龍基，時任商務及經濟發展局副局長陳百里亦到場致辭。 |
| 2024年 | 第67屆            | 未有舉行台慶                                                  | 未有舉行台慶                                              | 未有舉行台慶                                                                                          | 未有舉行台慶 | 未有舉行台慶 |
| 2025年 | 第68屆            | 未有舉行台慶                                                  | 未有舉行台慶                                              | 未有舉行台慶                                                                                          | 未有舉行台慶 | 未有舉行台慶 |

### 台慶劇
每年於「台慶月」播放的電視劇稱為「台慶劇」，亞洲電視會選出陣容及製作強大的電視連續劇集稱為「台慶劇」，以加強電視台於「台慶月」的氣勢。
| 年份   | 台慶劇                |
| 1993年 | 銀狐                  |
| 1994年 | 戲王之王              |
| 1995年 | 城中姐妹花2之子夜情人 |
| 1997年 | 國際刑警1997          |
| 2003年 | 萬家燈火              |
| 2004年 | 愛在有情天            |
| 2005年 | 美麗傳說2星願         |
| 2006年 | 情陷夜中環2           |
| 2013年 | 木府風雲              |

## 台慶綜藝節目
每年為慶祝台慶，亞洲電視會選出陣容及製作強大的紀錄片及綜藝節目播放，以加強電視台於「台慶月」的氣勢。
| 年份   | 台慶節目     | 日期／時間／頻道                                  | 節目主持 | 附註 |
| 1998年 | 麗的亞視40年 | 本港台                                            |          |      |
| 2015年 | 亞視光輝歲月 | 2015年5月18日至5月29日 22:00-22:30 本港台及亞洲台 | 蔡國威   |      |